# Ochlerotatus rhyacophilus
Ochlerotatus rhyacophilus is een muggensoort uit de familie van de steekmuggen (Culicidae). De wetenschappelijke naam van de soort is voor het eerst geldig gepubliceerd in 1933 door da Costa Lima.